# Antarktický smluvní systém

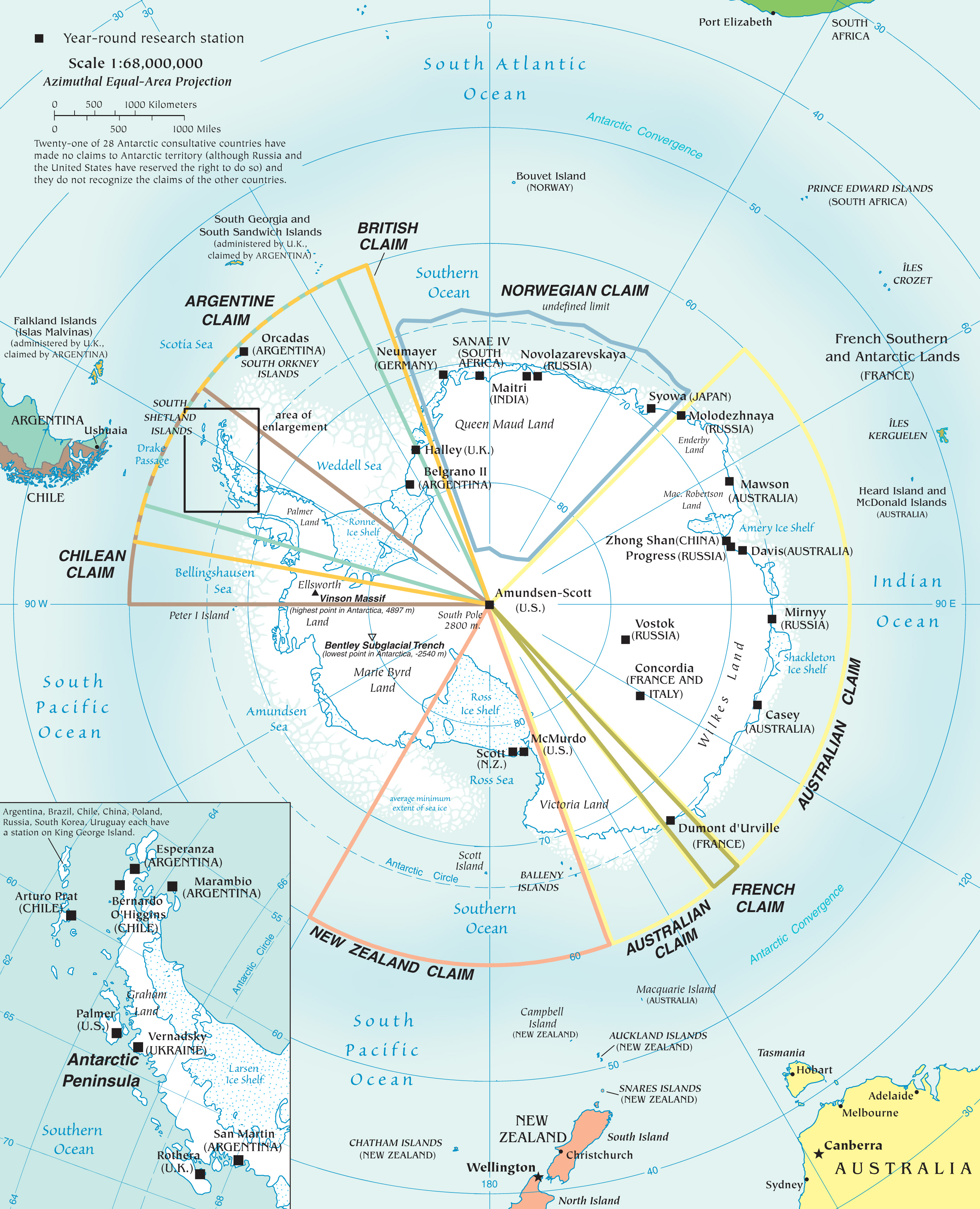
Výzkumné stanice a teritoria na Antarktidě (2002)

Vlajka Antarktického smluvního systému

Antarktický smluvní systém (anglicky ATS – Antarctic Treaty System) je komplex opatření regulující vztahy mezi jednotlivými státy v oblasti Antarktidy. Pro účely ATS je Antarktida definována jako území jižně od 60. rovnoběžky včetně plovoucích ledovců.
Smlouvy v současnosti uznává celkem 48 zemí. Antarktida je podle nich považována za nadnárodní území určené pouze pro vědecké účely. Vyloučeny jsou jakékoli zábory území pro konkrétní stát a také vojenské aktivity.

## Smlouvy oAntarktidě

### Smlouva o Antarktidě

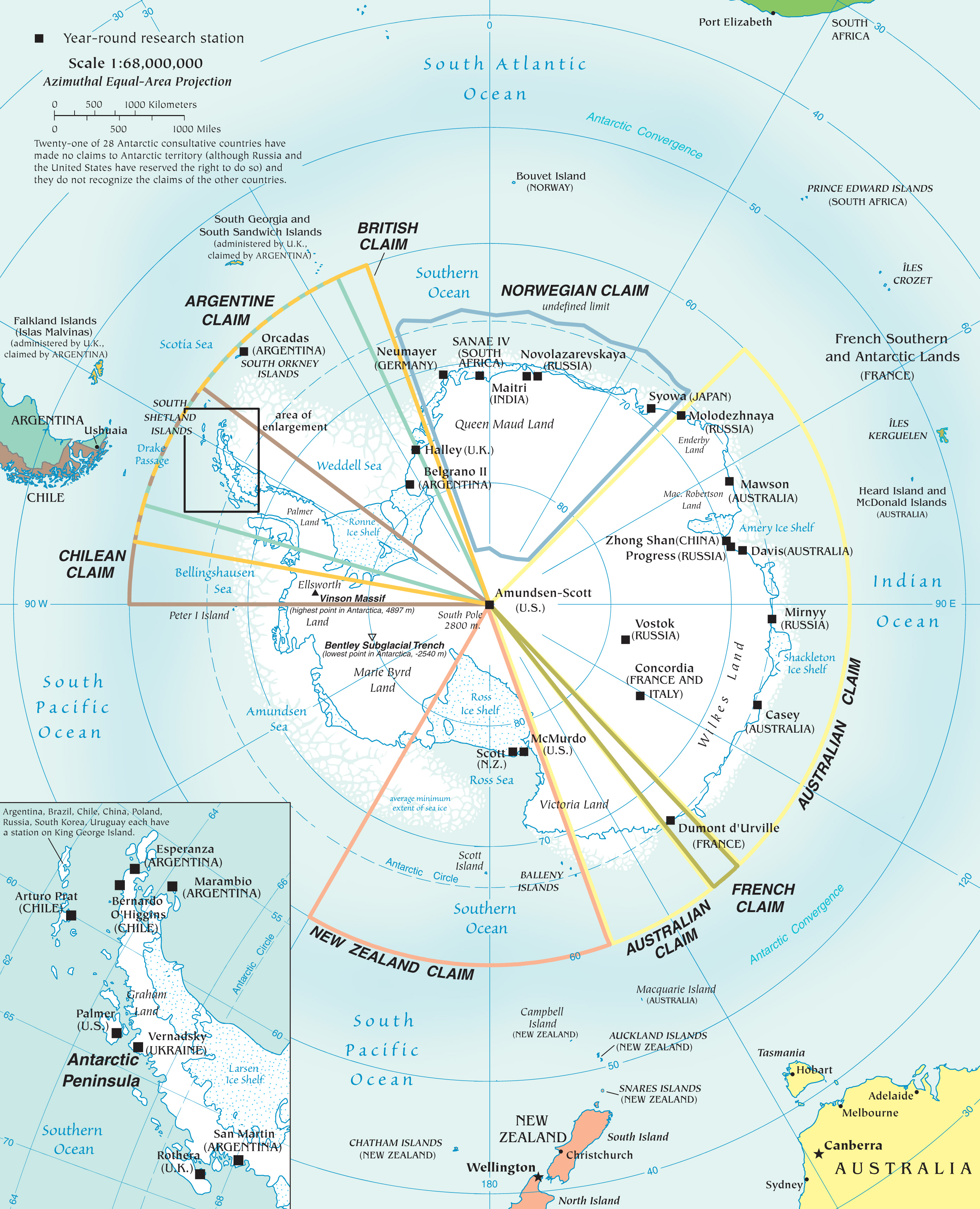

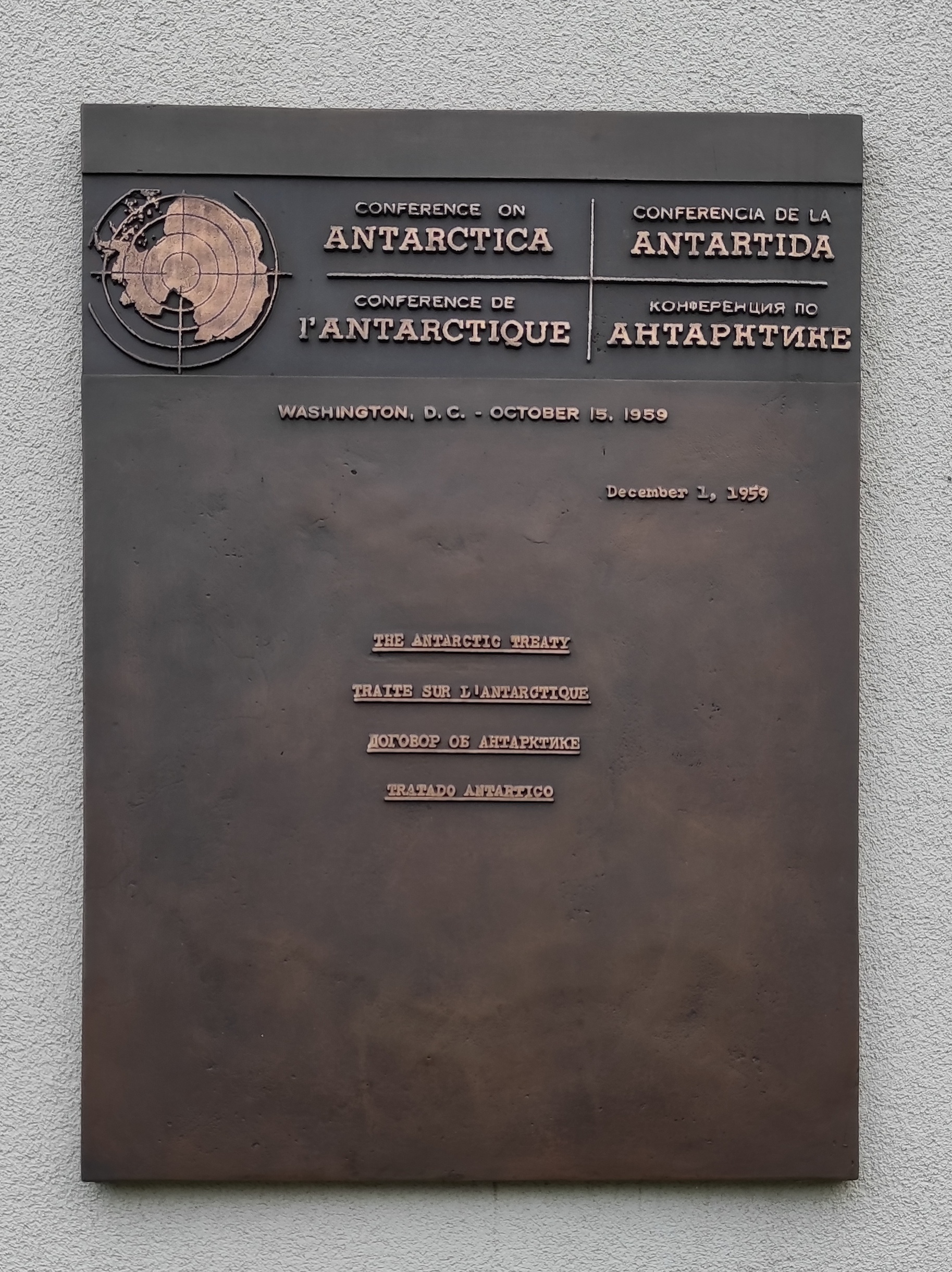
Pamětní deska k 60. výročí podpisu Smlouvy o Antarktidě umístěná na budově Právnické fakulty UP v Olomouci

Základem Antarktického smluvního systému se stala Smlouva o Antarktidě, která byla uzavřena 1. prosince 1959 ve Washingtonu a vstoupila v platnost 23. června 1961. Signovalo ji původně 12 zemí, které měly na Antarktidě alespoň jednu stanici s personálem v průběhu celého roku, další státy se přidaly později. Byla první smlouvou během studené války, která omezovala vojenskou moc. Smlouvě podléhá veškerá pevná zem jižně od 60. rovnoběžky včetně plovoucích šelfových ledovců.
Dohoda byla uzavřena u příležitosti Mezinárodního geofyzikálního roku (1957–1958), kdy došlo k dříve nebývalé mezinárodní vědecké spolupráci. Ta se vztahovala také na oblast Antarktidy, kde bylo vystavěno množství polárních stanic. Spolupráce vědců z různých států vyústila v uzavření mezinárodní smlouvy.
Smlouvu původně podepsalo 12 států, jejichž expedice v roce 1959 v Antarktidě aktivně pracovaly – Argentina, Austrálie, Belgie, Chile, Francie, Japonsko, Nový Zéland, Norsko, JAR, Sovětský svaz, Spojené království, Spojené státy.
Dalších 38 zemí se ke smlouvě připojilo později, přičemž některé získaly poradní právo (hlasovací právo) v případných společných rozhodováních, a tedy významnější postavení. Díky výzkumné činnosti na Mendelově polární stanici patří Česko od 1. dubna 2014 mezi státy s hlasovacím právem. Do té doby bylo Česko jediným státem, který měl samostatnou stanici, ale neměl status poradní strany. Smlouvu o Antarktidě může v budoucnu podepsat jakýkoliv další člen OSN.
Nejdůležitějšími body smlouvy jsou mírová vědecká spolupráce, zákaz vojenského využití a pozastavení všech nároků na suverenitu nad jakoukoliv částí Antarktidy. (Na současných mapách jsou nadále vyznačovány územní nároky jednotlivých zemí, které byly vzneseny před rokem 1959, protože nebyly zrušeny, jen pozastaveny; jiný význam než informativní však v současnosti nemají.)

#### Obsah smlouvy oAntarktidě
- Preambule – Antarktida má sloužit výhradně mírovým účelům a nemá být dějištěm ani předmětem mezinárodních sporů
- Článek 1 – Antarktida bude sloužit pouze mírovým účelům, jakékoliv vojenské využití je zakázáno (vojenský personál či zařízení je ovšem možné využít pro mírové účely)
- Článek 2 – v Antarktidě bude pokračovat svobodný vědecký výzkum a spolupráce
- Článek 3 – smluvní strany si budou vyměňovat vědecký personál, údaje a výsledky vědeckých pozorování a informace o plánech vědeckých prací
- Článek 4 – dosavadní vznášené nároky všech států na územní svrchovanost v jakékoliv části Antarktidy jsou zmrazeny po dobu platnosti této smlouvy
- Článek 5 – jsou zakázány jaderné výbuchy i zneškodňování radioaktivního odpadového materiálu v Antarktidě
- Článek 6 – smlouvě podléhá území na jih od 60. rovnoběžky jižní šířky včetně plovoucích ledovců (nikoliv volné moře)
- Článek 7 – smluvní strany mají právo jmenovat pozorovatele pro jakoukoli inspekci a tento pozorovatel má v kteroukoli dobu volný přístup do všech oblastí Antarktidy (včetně všech stanic, lodí a letadel na základnách); každá smluvní strana musí ostatní informovat o všech výpravách do Antarktidy, o všech stanicích a o každém vojenském personálu či vybavení
- Článek 8 – všichni pozorovatelé i vědecký personál podléhají jurisdikci svého státu
- Článek 9 – zástupci smluvních stran se budou scházet na pravidelných konferencích, kde budou diskutovat o všech problémech, které se týkají Antarktidy
- Článek 10 – všechny smluvní strany zajistí, aby v Antarktidě nebyla prováděna žádná činnost odporující této smlouvě
- Článek 11 – jakékoliv spory se budou řešit mírovými prostředky, jednáním a šetřením; pokud nedojde k dohodě, bude spor řešit mezinárodní soud
- Článek 12 – smlouva může být kdykoliv změněna nebo doplněna, pokud budou souhlasit všechny smluvní strany; po uplynutí 30 let od započetí platnosti smlouvy je k její změně nutný souhlas pouhé většiny smluvních stran
- Článek 13 – smlouvu může v budoucnu podepsat jakýkoliv stát OSN nebo jakýkoliv jiný stát, pokud souhlasí všechny smluvní strany
- Článek 14 – smlouva bude uložena v archivu vlády Spojených států amerických

### Dodatkové smlouvy
Ke smlouvě o Antarktidě se druží asi 200 dalších doporučení a opatření včetně:
- Dohodnutá opatření pro zachování antarktické fauny a flóry (1964)
- Úmluva o zachování antarktických tuleňů (1972)
- Úmluva o zachování živých mořských zdrojů Antarktidy (1980)
- Úmluva o regulaci aktivit při využívání nerostných surovin Antarktidy (1988; nikdy nevstoupila v platnost)
- Protokol o ochraně životního prostředí ke Smlouvě o Antarktidě (4. října 1991; platný od 14. ledna 1998)

### Členské státy

signatář, konzultativní status, územní nároky
signatář, konzultativní status, možné územní nároky
signatář, konzultativní status
signatář, pozorovatel
není signatář

| Stát                                  | Původní signatář  | Hlasovací právo              | Pozorovatel                      |
| ------------------------------------- | ----------------- | ---------------------------- | -------------------------------- |
| Argentina                             | 23. června 1961   | 23. června 1961              |                                  |
| Austrálie                             | 23. června 1961   | 23. června 1961              |                                  |
| Belgie                                | 26. června 1960   | 26. června 1960              |                                  |
| Bělorusko                             |                   |                              | 27. prosince 2006                |
| Brazílie                              |                   | 12. září 1983                | 16. května 1975                  |
| Bulharsko                             |                   | 25. května 1998              | 11. září 1978                    |
| Česko (dříve jako Československo)     |                   | 1. dubna 2014                | 14. června 1962                  |
| Čína                                  |                   | 7. října 1985                | 8. června 1983                   |
| Dánsko                                |                   |                              | 20. května 1965                  |
| Ekvádor                               |                   | 19. listopadu 1990           | 15. září 1987                    |
| Estonsko                              |                   |                              | 17. května 2001                  |
| Finsko                                |                   | 9. října 1989                | 15. května 1984                  |
| Francie                               | 16. září 1960     | 16. září 1960                |                                  |
| Guatemala                             |                   |                              | 31. července 1991                |
| Chile                                 | 23. června 1961   | 23. června 1961              |                                  |
| Indie                                 |                   | 12. září 1983                | 19. srpna 1983                   |
| Itálie                                |                   | 5. října 1987                | 18. března 1981                  |
| Japonsko                              | 4. srpna 1960     | 4. srpna 1960                |                                  |
| Jižní Afrika                          | 21. června 1960   | 21. června 1960              |                                  |
| Jižní Korea                           |                   | 9. října 1989                | 28. listopadu 1986               |
| Kanada                                |                   |                              | 4. května 1988                   |
| Kolumbie                              |                   |                              | 31. ledna 1989                   |
| Kuba                                  |                   |                              | 16. srpna 1984                   |
| Maďarsko                              |                   |                              | 27. ledna 1984                   |
| Monako                                |                   |                              | 30. května 2008                  |
| Německo Východní Německo              |                   | 3. března 1981 5. října 1987 | 5. února 1979 19. listopadu 1974 |
| Nizozemsko                            |                   | 19. listopadu 1990           | 30. března 1967                  |
| Norsko                                | 24. srpna 1960    | 24. srpna 1960               |                                  |
| Nový Zéland                           | 1. listopadu 1960 | 1. listopadu 1960            |                                  |
| Papua Nová Guinea                     |                   |                              | 16. března 1981                  |
| Peru                                  |                   | 9. října 1989                | 10, května 1981                  |
| Polsko                                |                   | 29. července 1977            | 8. června 1961                   |
| Portugalsko                           |                   |                              | 29. ledna 2010                   |
| Rakousko                              |                   |                              | 25. srpna 1987                   |
| Rumunsko                              |                   |                              | 15. září 1971                    |
| Rusko (dříve jako Sovětský svaz)      | 2. října 1960     | 2. října 1960                |                                  |
| Řecko                                 |                   |                              | 8. ledna 1987                    |
| Severní Korea                         |                   |                              | 21. ledna 1987                   |
| Slovensko (dříve jako Československo) |                   |                              | 14. června 1962                  |
| Spojené státy americké                | 18. srpna 1960    | 18. srpna 1960               |                                  |
| Španělsko                             |                   | 21. září 1988                | 31. března 1982                  |
| Švédsko                               |                   | 21. září 1988                | 24. března 1984                  |
| Švýcarsko                             |                   |                              | 15. října 1990                   |
| Turecko                               |                   |                              | 25. ledna 1996                   |
| Ukrajina                              |                   | 27. května 2004              | 28. října 1992                   |
| Uruguay                               |                   | 7. října 1985                | 11. ledna 1980                   |
| Spojené království                    | 31. května 1960   | 31. května 1960              |                                  |
| Venezuela                             |                   |                              | 24. května 1999                  |

## Konference států Antarktické smlouvy
Každý rok se koná Konference států Antarktické smlouvy (ATCM – Antarctic Treaty Consultative Meeting). Do roku 1994 setkání probíhalo jednou za dva roky. Ze 46 signatářů smlouvy má pouhých 29 členů možnost rozhodovat a hlasovat, nicméně i zbylí zástupci států se mohou setkání zúčastnit. Mezi 29 států, které mají hlasovací právo, patří původních 12 členů, kteří podepsali Antarktickou smlouvu, a dalších 17 zemí, které prokázaly zájem o Antarktidu prováděním významné vědecké činnosti v této oblasti (zejména výstavba polárních stanic a vysílání expedic).
Konferenci pořádá vždy jedna ze zemí s hlasovacím právem (střídají se v abecedním pořadí podle anglického názvu). Během 14 dní jednotlivé členské státy diskutují o všech záležitostech týkajících se Antarktidy, ať už se jedná o problémy právnické, vědecké, či ekologické.
Konference se účastní také další mezinárodní organizace, které se Antarktidou a ekologií zabývají, např. Vědecký výbor pro výzkum Antarktidy (SCAR – Scientific Committee on Antarctic Research), Komise pro ochranu životního prostředí (CEP – Committee for Environmental Protection), Mezinárodní sdružení antarktických cestovních kanceláří (IAATO – International Association of Antarctic Tour Operators), Rada vedoucích národních antarktických programů (COMNAP – Council of Managers of National Antarctic Programmes), Komise pro zachování živých mořských zdrojů Antarktidy (CCAMLR – Commission for the Conservation of Antarctic Marine Living Resources), Mezinárodní hydrografická organizace (IHO – International Hydrographic Organisation) či Stálý výbor pro logistiku a operace v Antarktidě (SCALOP – Standing Committee on Antarctic Logistics and Operations).
Dosavadní konference států Antarktické smlouvy:
1. Canberra, Austrálie (10. 7. 1961 – 24. 7. 1961)
2. Buenos Aires, Argentina (18. 7. 1962 – 28. 7. 1962)
3. Brusel, Belgie (2. 6. 1964 – 13. 6. 1964)
4. Santiago, Chile (3. 11. 1966 – 18. 11. 1966)
5. Paříž, Francie (18. 11. 1968 – 29. 11. 1968)
6. Tokio, Japonsko (19. 10. 1970 – 31. 10. 1970)
7. Wellington, Nový Zéland (30. 10. 1972 – 10. 11. 1972)
8. Oslo, Norsko (9. 6. 1975 – 20. 6. 1975)
9. Londýn, Spojené království (19. 9. 1977 – 7. 10. 1977)
10. Washington, USA (17. 9. 1979 – 5. 10. 1979)
11. Buenos Aires, Argentina (23. 6. 1981 – 7. 7. 1981)
12. Canberra, Austrálie (13. 9. 1983 – 27. 9. 1983)
13. Brusel, Belgie (8. 10. 1985 – 18. 10. 1985)
14. Rio de Janeiro, Brazílie (6. 10. 1987 – 16. 10. 1987)
15. Paříž, Francie (9. 10. 1989 – 20. 10. 1989)
16. Bonn, Německo (7. 10. 1991 – 18. 10. 1991)
17. Benátky, Itálie (11. 11. 1992 – 26. 11. 1992)
18. Kyoto, Japonsko (11. 4. 1994 – 22. 4. 1994)
19. Soul, Jižní Korea (8. 5. 1995 – 19. 5. 1995)
20. Utrecht, Nizozemsko (29. 4. 1996 – 10. 5. 1996)
21. Christchurch, Nový Zéland (19. 5. 1997 – 30. 5. 1997)
22. Tromsø, Norsko (25. 5. 1998 – 5. 6. 1998)
23. Lima, Peru (24. 5. 1999 – 4. 6. 1999)
24. Sankt-Petěrburg, Rusko (9. 7. 2001 – 20. 7. 2001)
25. Varšava, Polsko (9. 9. 2002 – 20. 9. 2002)
26. Madrid, Španělsko (9. 6. 2003 – 20. 6. 2003)
27. Kapské Město, JAR (24. 5. 2004 – 4. 6. 2004)
28. Stockholm, Švédsko (6. 6. 2005 – 17. 6. 2005)
29. Edinburgh, Spojené království (12. 6. 2006 – 23. 6. 2006)
30. Dillí, Indie (30. 4. 2007 – 11. 5. 2007)
31. Kyjev, Ukrajina (2. 6. 2008 – 13. 6. 2008)
32. Baltimore, USA (6. 4. 2009 – 17 . 4. 2009)
33. Punta del Este, Uruguay (3. 5. 2010 – 14. 5. 2010)
34. Buenos Aires, Argentina (20. 6. 2011 – 1. 7. 2011)
35. Hobart, Austrálie (11. 6. 2012 – 20. 6. 2012)
36. Brusel, Belgie (20. 5. 2013 – 29. 5. 2013)
37. Brasília, Brazílie (28. 4. 2014 – 7. 5. 2014)
38. Sofie, Bulharsko (1. 6. 2015 – 10. 6. 2015)
39. Santiago, Chile (23. 5. 2016 – 1. 6. 2016)
40. Peking, Čína (22. 5. 2017 – 1. 6. 2017)
41. Buenos Aires, Argentina (13. 5. 2018 – 18. 5. 2018)
42. Praha, Česko (1. 7. 2019 – 11. 7. 2019)
43. Paříž, Francie (14. 6. 2021 – 24. 6. 2021)
44. Berlín, Německo (23. 5. 2022 – 2. 6. 2022)
45. Helsinky, Finsko (29. 5. 2023 – 8. 6. 2023)
46. Kóčin, Indie (20. 5. 2024 – 30. 5. 2024) (v přípravě)

## Sekretariát Antarktické smlouvy
Sekretariát Antarktické smlouvy je organizace, ustavená v Buenos Aires v Argentině v září 2004 z rozhodnutí Poradního setkání Antarktické smlouvy.
Mezi úkoly sekretariátu patří:
- příprava a podpora každoročního Poradního setkání Antarktické smlouvy a setkání Komise pro ochranu životního prostředí (CEP – Committee for Environmental Protection);
- usnadnění komunikace mezi signatáři Smlouvy o Antarktidě a Protokolu o ochraně životního prostředí k této smlouvě;
- sběr, uchovávání, pořádání a publikace dokumentů Poradního setkání Antarktické smlouvy;
- poskytování a šíření informací o Antarktickém smluvním systému a dalších aktivitách na veřejnosti.